# Ночной портье (фильм, 2020)
«Ночной портье» (англ. The Night Clerk) — американский криминальный драматический фильм 2020 года, написанный и снятый режиссёром Майклом Кристофером. Главные роли исполнили Тай Шеридан, Ана де Армас, Джон Легуизамо и Хелен Хант. В центре сюжета ночной портье отеля, который становится свидетелем убийства и главным подозреваемым.
Фильм был выпущен 21 февраля 2020 года компанией Saban Films. 6 июня Netflix выпустил фильм на своей платформе.

## Сюжет
Барт Бромли живёт с мамой и страдает синдромом Аспергера. Он размещает скрытые камеры в номере отеля, где он работает ночным портье, и использует прямые трансляции и записи, чтобы преодолеть свою социальную неловкость, имитируя речь и манеры гостей. В свою ночную смену Барт наблюдает за Карен, которая недавно зарегистрировалась. После смены он покупает мороженое, идет домой и продолжает наблюдать за Карен.
Барт видит, как Карен впускает неизвестного мужчину в свою комнату. После того, как они спорят, мужчина начинает избивать её. Барт смотрит, как пистолет падает из сумочки Карен, а затем едет в отель, чтобы попытаться спасти её. Он входит через боковую дверь, и вскоре после этого коллега Барта Джек слышит выстрел. Джек входит в комнату Карен, где находит Карен мёртвой, а Барта сидящим на кровати. В то время как Джек звонит 911, Барт убирает скрытые камеры, но случайно оставляет карту памяти.
На следующий день Барта допрашивает детектив Эспада. Барт утверждает, что пошёл домой после покупки мороженого, а затем вернулся в отель, потому что забыл свой бумажник. Эспада понимает, что Барт лжёт, потому что, если бы у него не было кошелька, он не смог бы купить мороженое. Барт позже повторно смотрит запись комнаты Карен и видит, что у человека, которого она встретила, была татуировка птицы на руке.
На следующий день босс Барта переводит его в новый отель. В свою первую смену он встречает Андреа Риверу, которая узнает, что у него синдром Аспергера, флиртует с ним и регистрируется в комнате. На следующий день Барт обнаруживает, что у него отсутствует карта памяти, которую находит Эспада. Барт ставит камеры в комнате Андреа, а затем целует её возле бассейна отеля.
На следующий день Барт стрижётся и покупает новый костюм, машину и одеколон. Он пытается навестить Андреа в отеле, но обнаруживает, что она занимается сексом с неизвестным мужчиной из комнаты Карен, которого он узнает по татуировке. Барт возвращается домой и обнаруживает, что полиция забрала всё его компьютерное и видеокамерное оборудование. Он говорит Эспаде, что его жесткие диски пусты, потому что он удалил все записи до прибытия полиции. После того, как Эспада уходит, Барт получает скрытый жесткий диск, который содержит копию записи из комнаты Карен.
Неизвестный мужчина, которого Барт видел с Андреа, — это муж Карен Ник, детектив, у которого был роман с Андреа, и он хочет, чтобы она убила Барта, чтобы он не мог опознать Ника в полиции. Когда Барт наблюдает за камерами в комнате Андреа, он видит, как Ник спорит с ней и начинает бить её. Он мчится в отель и входит в комнату Андреа, когда Ник уходит, а затем показывает Андреа скрытые камеры. В своем доме он показывает ей запись из комнаты Карен, и Андреа видит, что Ник убил Карен. Андреа начинает плакать и засыпает в постели Барта. Он ложится рядом с ней и тоже засыпает.
На следующее утро Барт обнаруживает, что Андреа исчезла, как и жесткий диск, на котором у него была копия записи из комнаты Карен. Он также обнаруживает, что Андреа оставила пистолет из сумочки Карен на его кровати. Андреа отдает Нику жесткий диск с записью номера Карен, и они пытаются уехать из города. Полиция прибывает в дом Барта и обнаруживает, что Барта там нет, но он оставил пистолет и карты хранения камеры вместе с запиской для Эспады. Ник и Андреа остановлены и арестованы. Барт прогуливается по местному торговому центру и практикует разговорную речь и язык тела, которые он наблюдал в своих записях.

## В ролях
- Тай Шеридан — Барт Бромли
- Хелен Хант — Этель Бромли
- Ана де Армас — Андреа Ривера
- Джон Легуизамо — детектив Эспада
- Джонатон Шек — детектив Ник Перретти
- Жак Грей — Карен Перретти
- Остин Арчер — Джек Миллер

## Производство
Фильм был анонсирован в феврале 2018 года, Майклом Кристофером был объявлен в качестве режиссёра и сценариста, а исполнителем главной роли Тай Шеридан.
Хелен Хант, Ана де Армас и Джон Легуизамо были утверждены в мае 2018 года. Съёмки начались в Юте 21 мая и продолжались до 22 июня. В июне 2018 года к актёрскому составу присоединился Джонатон Шек.

## Выпуск
Фильм был выпущен 21 февраля 2020 года. В России официальная премьера состоялась 15 октября. Всего в мире фильм собрал 302 127 долларов.
6 июня фильм был выпущен на стриминговой платформе Netflix и попал в десятку лучших, дебютировав под шестым номером.

## Отзывы и оценки
Фильм имеет рейтинг одобрения 36 % на агрегаторе Rotten Tomatoes, основанный на 45 отзывах, в среднем 5/10. Критический консенсус сайта гласит: «С парой харизматичных главных героев, изо всех сил пытающихся оживить плохо продуманную историю, „Ночной портье“ покидает рабочее место рано — и зрители, возможно, захотят последовать их примеру». На сайте Metacritic, фильм имеет рейтинг 44 из 100 на основе 11 критиков, указывая на «смешанные или средние отзывы».